# جيمي ويلر
جيمي ويلر (بالإنجليزية: Jimmy Wheeler)‏ هو لاعب كرة قدم ومدرب كرة قدم بريطاني، ولد في 21 ديسمبر 1933 في ريدنغ في المملكة المتحدة. لعب مع نادي ريدنغ.

## وصلات خارجية
- جيمي ويلر على موقع قاعدة بيانات كرة القدم.إي يو (الإنجليزية)
- جيمي ويلر على موقع Soccerbase.com (مدرب) (الإنجليزية)